# Malmöjski sporazum
Malmöjski sporazum (norveško Freden i Malmø, švedsko Malmö recess) je bil sporazum med Dansko-Norveško in Švedsko, podpisan 1. septembra 1524. Sporazum je bil sklenjen s posredovanjem hanzeatskih mest in je pomenil formalni konec švedske osvobodilne vojne pod vodstvom Gustava Vasa.
Sporazum je vseboval naslednje sklepe: 
- Vsa sporna vprašanja bo poleti 1925 v Lübecku presojala komisija hanzeatskih mest.
- Švedska bo Danski takoj vrnila Blekinge, vendar bo do končne presoje obdžala Bohuslän.
- Gotland bo do 1. septembra 1524 pripadal Visbyju.
- Komisija mora odločiti o vseh odprtih finančnih terjatvah med državama.
- Obe strani morata takoj osvoboditi vse zapornike.
- Vse sovražnosti se morajo preklicati.
- Obe strani morata ohranjati mir, prijateljstvo in enotnost in delovati kor dobri sosedi.

Danska in Norveška sta priznali neodvisnost Švedske, ki je v zameno odstopila od zahtev po  pokrajinah Skanija in Blekinge.
Vprašanje posesti otoka Gotland je bilo odloženo. O njem naj bi odločala komisija predstavnikov več mest Hanzeatske lige. Bohuslän je do dokončne odločitve zasedla švedska vojska. Ker do leta 1532 ni bil dosežen noben dogovor, je bil Bohuslän za odškodnino 1.200  guldnov vrnjen Danski-Norveški.